# Albert Socin

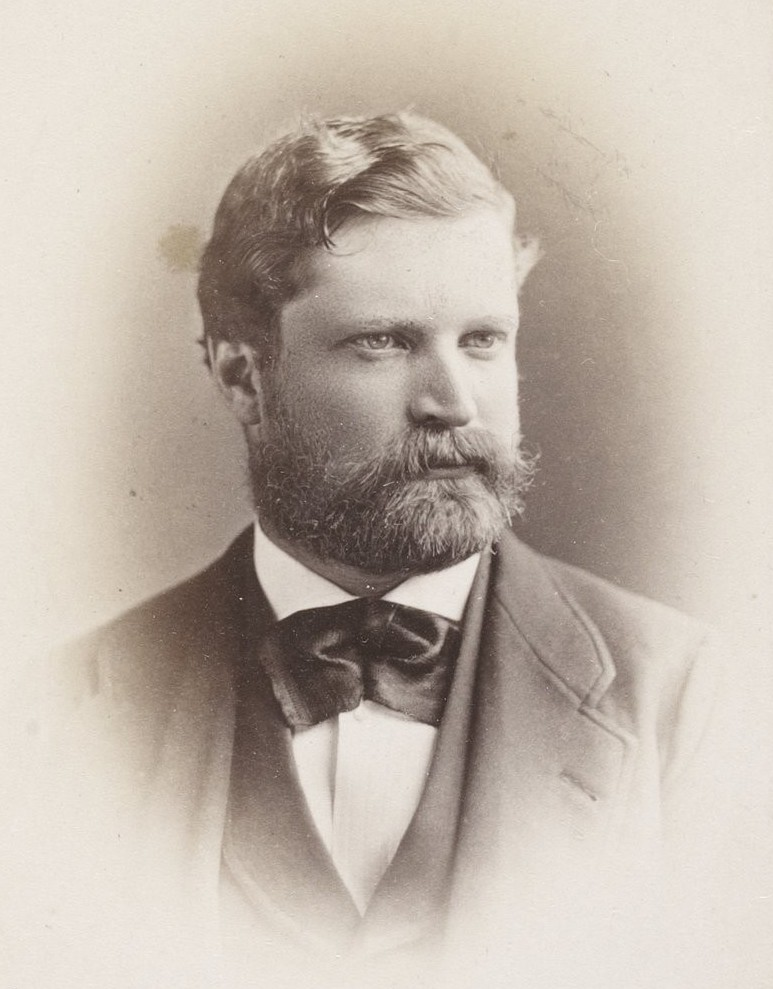

Albert Socin, född den 13 oktober 1844 i Basel, död den 24 juni 1899 i Leipzig, var en schweizisk orientalist.
Socin, som blev filosofie doktor i Halle 1867, företog 1868-70 en resa till Orienten tillsammans med Eugen Prym, som dock redan 1869 återvände till Europa. Socin blev docent i Basel 1871, extra ordinarie professor där 1873, företog samma år en ny resa till Orienten samt blev professor 1876 i Tübingen och 1890 i Leipzig (efter Fleischer). Socin var en mycket framstående forskare och hade på sina resor förvärvat en ovanlig förtrogenhet med förhållandena i den moderna Orienten. 
Hans viktigaste arbeten är Die Gedichte des ’Alqama al-fahl (1867), Arabische Sprüchwörter und Redensarten (1878), Arabische Grammatik (1885, del IV i "Porta linguarum orientalium"; 7:e upplagan utgiven av Brockelmann 1913), Diwan aus Centralarabien, gesammelt, übersetzt und erläutert (utgiven av Hans Stumme i "Abhandlungen der philologisch-historischen Classe der sächsischen Gesellschaft der Wissenschaften" 1900-01), Der neu-aramaeische Dialekt des Tûr ’Abdîn (tillsammans med Prym, 2 delar, 1881), Die neu-aramaeischen Dialekte von Urmia bis Mosul (1882), Kurdische Sammlungen (tillsammans med Prym, 2 delar, 1887-90), Die Echtheit der moabitischen Altertümer geprüft (tillsammans med Emil Kautzsch, 1876; innehållande bevis för, att en samling moabitiska fornsaker, som 1875 inköpts av preussiska staten, bestod av moderna förfalskningar), Die Inschrift des Königs Mesa von Faustus Socinus. Moab (tillsammans med Smend, 1886), Die Genesis mit äusserer Unterscheidung der Quellenschriften übersetzt (tillsammans med Kautzsch, 1888; 2:a upplagan 1891) och Zur Mesainschrift (tillsammans med Holzinger, 1897).